# Untethered Angel
Untethered Angel è un singolo del gruppo musicale statunitense Dream Theater, pubblicato il 7 dicembre 2018 come primo estratto dal quattordicesimo album in studio Distance over Time.

## Descrizione
Come spiegato dal chitarrista John Petrucci, Untethered Angel è stato il quarto brano composto per l'album e scelto immediatamente come traccia d'apertura a causa delle sue sonorità. Il testo, scritto dallo stesso chitarrista, riflette il tema della paura nella vita di tutti i giorni:
(John Petrucci)
Dal punto di vista musicale, il brano rappresenta un netto distacco dalle sonorità affrontate nel precedente album The Astonishing per ritornare a uno stile più pesante.

## Video musicale
Il videoclip, pubblicato nel medesimo giorno, mostra varie riprese del gruppo intento a registrare il brano in studio di registrazione.

## Tracce
1. Untethered Angel – 6:14 (testo: John Petrucci – musica: John Petrucci, Jordan Rudess, John Myung, Mike Mangini)

## Formazione
Gruppo
- James LaBrie – voce
- John Petrucci – chitarra
- John Myung – basso
- Jordan Rudess – tastiera
- Mike Mangini – batteria

Produzione
- John Petrucci – produzione
- James "Jimmy T" Meslin – registrazione
- Richard Chycki – registrazione voce, produzione vocale aggiuntiva
- Ben Grosse – missaggio
- Tom Baker – mastering